# 她的危險遊戲
是一部於2016年上映的法國驚悚片，由保羅·范赫文執導，伊莎貝·雨蓓主演。劇情改編自菲立普·狄雍的2012年小說《Oh...》。電影2016年5月21日在第69屆坎城影展上作全球首映。法國於2016年5月25日上映，美國於2016年11月11日上映。《她的危險遊戲》代表法國角逐第89屆奧斯卡金像獎的最佳外語片獎，然未獲提名。赢得金球奖最佳外语片和最佳女主角、第42届凯萨奖最佳影片和最佳女主角奖。

## 劇情
有個黑衣男某日潛入蜜雪兒家，將她強姦後逃跑。
晚間蜜雪兒兒子文森提到想與女友裘絲買房子，要蜜雪兒做擔保，但蜜雪兒認為兒子的女友不懷好意，與兒子道別後，蜜雪兒加強了房子的安保。蜜雪兒在做公司內部遊戲Demo時，製作人寇特也質疑了蜜雪兒能否承擔其職，而蜜雪兒也拿出了其魄力反擊。而此時蜜雪兒也知道了男同事凱文似乎對自身的意向相當曖昧。由於強姦事件，蜜雪兒到醫院接受了潛在的性病檢查，但表明了只接受檢查，而拒絕投藥。在速食店用餐時，蜜雪兒遭到陌生顧客的惡意對待，容忍下來的蜜雪兒去探望母親艾琳，卻看到母親與年輕嫩男拉爾夫的苟且之事，蜜雪兒嚴正反對母親再婚，並同時提到也絕不會出席父親的聽證會。
蜜雪兒回家時，遇到了發垃圾政策傳單的鄰居派翠克與蕾貝卡夫婦，蜜雪兒對於這對夫婦的男方似乎有非比尋常的想法，而強姦事件的細節也一直在蜜雪兒腦海中圍繞，突然，蜜雪兒收到了騷擾短訊，蜜雪兒決定要加強防身設備。晚間蜜雪兒與前夫理查及同事聚會，並自爆自身遭到強姦的事，同事認為蜜雪兒需要報警，但蜜雪兒打算冷處理此事，並表示不想再與警察打交道。隔天，蜜雪兒與兒子一起去看新房子，其中裘絲也在，由於觀念的不合，三人出現衝突。
蜜雪兒收到騷擾短訊的狀況持續，蜜雪兒與母親會面，母親談到最近媒體上又再次出現父親喬治過去的風波，要蜜雪兒出入小心，蜜雪兒一邊觀看著媒體的報導，一邊思量著如何制伏歹徒，媒體指出1976年，蜜雪兒父親喬治犯下驚動全國的連環殺人案，但事發已過39年，案情仍陷入重重謎團。當晚，蜜雪兒注意到陌生車輛進入社區，但查明後發現是理查，理查出於擔心蜜雪兒所以到訪，經由對話，蜜雪兒得知理查與瑜珈老師伊蓮走得很近，當蜜雪兒透過網路搜尋伊蓮的資訊時，收到得寸進尺的騷擾動畫影片，並迅速擴散至全公司，蜜雪兒一樣維持不報警的冷處理，並以一萬歐元為酬私下要凱文找出影片的出處。
蜜雪兒自行會面了下課的伊蓮，邀約了伊蓮參加聖誕聚會，接著蜜雪兒趕往醫院探望將臨盆的裘絲，理查也一併趕到，蜜雪兒趁機抱怨了前夫當前伴侶及自身當前伴侶的不公平差異，霎時小孩出生，蜜雪兒從小孩膚色及裘絲胸前刺青就發現了小孩身世不對。晚間，蜜雪兒邀請了派翠克與蕾貝卡夫婦來到聖誕聚會，但蕾貝卡卻說附近遭了小偷，便要派翠克到蜜雪兒家中查看安保，發現沒問題後，派翠克與蜜雪兒逐漸越走越近。隔天，蜜雪兒經由窗戶，私下觀察為聖誕忙進忙出的派翠克，並一邊進行自我愛撫。
聖誕聚會當天，蜜雪兒在伊蓮的晚餐動了手腳，並對著派翠克暗自毛手毛腳，蜜雪兒趁著蕾貝卡觀看彌撒直播時與派翠克私聊，並提到當年連環殺人案的事，會後，蜜雪兒母親突然宣布與拉爾夫訂婚，讓蜜雪兒不留情面狠批，但話題一結束，艾琳因身體不支倒下。在救護車上，艾琳對蜜雪兒交代了遺言是去探望父親喬治，當到了醫院蜜雪兒知道母親可能再也醒不來，毫無作為的回到了家，與閨密安娜同床共枕，隔天，蜜雪兒被羅伯吵醒，羅伯指稱安娜去上班了，並試圖勾引蜜雪兒，但被蜜雪兒拒絕。
蜜雪兒到醫院對著不省人事的母親發牢騷，此時母親心跳驟停過世，蜜雪兒再次回到了家，看到房子外觀疑似被侵入，蜜雪兒小心翼翼的邁入房子，發現歹徒在蜜雪兒床上留下了體液。隔日，蜜雪兒與安娜、理查、羅伯、文森、裘絲同行探查艾琳的預計墓地，但蜜雪兒話鋒一轉指出文森小孩的膚色不對，指文森做了人頭父親，文森與裘絲氣急敗壞走掉，蜜雪兒也將艾琳的骨灰隨處灑掉。
在一個風大的日子，蜜雪兒與派翠克私會，隔天，凱文回報蜜雪兒指寇特私自有些怪僻，但隨後被蜜雪兒發現騷擾動畫即是凱文所製作，蜜雪兒要求凱文露出生殖器，作為不開除他的代價，且一萬歐元也隨之灰飛煙滅。蜜雪兒回到家收取嬰兒椅包裹，但黑衣男再次潛入蜜雪兒家，在黑衣男將得逞之際被蜜雪兒刺傷並扯下面罩，發現是派翠克，蜜雪兒便將他趕離了房子，隔天，蜜雪兒在門後看著包紮過的派翠克出門上班。
為了預期能對喬治吐口水，蜜雪兒到了監獄，但典獄長指喬治方才已過世，原因似乎是受到蜜雪兒預約探訪的影響，喬治緊急自我了斷，在離開的路上，蜜雪兒遇到動物衝出，發生自撞車禍，派翠克前來救援蜜雪兒。蜜雪兒詢問派翠克為什麼扮成黑衣人潛入，派翠克只回了這是必要便匆匆離開，蜜雪兒前往母親生前住處，預計整理完要賣房變現，但拉爾夫卻直指蜜雪兒也同父親喬治一樣是當年的連環殺人魔，而自身勾搭上艾琳則是為了洩憤。
蜜雪兒趁著安娜不在，與羅伯進行了最後一次交媾，蜜雪兒發現文森與裘絲分手了，文森並帶著裘絲的小孩投靠，蜜雪兒指這會被當成綁架案處理，語畢，裘絲上門來搶回孩子，並帶著孩子遠走高飛。
蜜雪兒與文森在商店購物時巧遇派翠克，三人便一起用餐，飯後派翠克邀蜜雪兒去看地底下的暖爐，見機派翠克再次對蜜雪兒下手，但這次則是雙方出於特殊性癖好下完成的。隔天，蜜雪兒回到公司查看幾近完成的遊戲Demo，安娜卻向蜜雪兒指羅伯有外遇，蜜雪兒在自家舉辦了遊戲發布會，理查亦向蜜雪兒指他與伊蓮已分手，是因為伊蓮說錯了他的著作，在發布會晚宴上，蜜雪兒向安娜表示自身就是羅伯的外遇，接著羅伯與安娜開始爭吵，蜜雪兒則與派翠克離場。
蜜雪兒與派翠克在車上指，兩人的關係是不正常且病態的，且蜜雪兒打算同先前之事報警，讓一切回到正軌，派翠克知道這次最後一次的暗示，便在門口放蜜雪兒下車，自身從後門潛入，當兩人開始進行性虐性行為時，文森回到家中對派翠克進行一次猛擊，派翠克脫下面罩後問蜜雪兒為什麼，蜜雪兒沒有回答，派翠克便嚥下最後一口氣，蜜雪兒隨後跟文森說一切都結束了。
警方來到蜜雪兒家中查案，蜜雪兒對警方表示派翠克為鄰居，但又不是傳統意義上的那種鄰居，事後蜜雪兒將房子重新粉刷，蕾貝卡亦將房子賣掉，蕾貝卡感謝蜜雪兒這段日子支援派翠克的需求，並與蜜雪兒道別。蜜雪兒在追悼艾琳與喬治時，安娜前來關心蜜雪兒，蜜雪兒亦坦承她自身有極大性需求需要滿足，得到安娜的諒解後，蜜雪兒打算亦將房子賣掉，搬去與安娜同居。

## 角色
- 伊莎貝·雨蓓 飾 蜜雪兒·李布朗
- 羅倫·拉菲帝 飾 Patrick, Michèle's neighbor
- 克里斯丁·伯克（英语：Christian Berkel） 飾 羅伯特
- 安妮·孔西尼（英语：Anne Consigny） 飾 安妮

## 制作
本片最先由伊莎贝尔·于佩尔联系上制片人萨义德·本和保罗·范霍文，两人曾到美国寻求好莱坞演员试镜（其中就包括妮可·基德曼）。然而，无人愿意出演，最后回到法国找上于佩尔担当女主角。

## 評價
爛番茄新鮮度高達92%，基於79條評論，平均分為8.1/10，而在Metacritic上得到90分，收穫普遍好評。

## 榮譽
| 頒獎典禮             | 獎項                    | 名字                                                            | 結果 | 參考資料 |
| -------------------- | ----------------------- | --------------------------------------------------------------- | ---- | -------- |
| 第69屆坎城影展       | 金棕櫚獎                | 保羅·范赫文                                                     | 提名 | [ 11 ]   |
| 第29屆歐洲電影獎     | 最佳電影                | 《烈女本色》                                                    | 提名 | [ 12 ]   |
| 第29屆歐洲電影獎     | 最佳導演                | 保羅·范赫文                                                     | 提名 | [ 12 ]   |
| 第29屆歐洲電影獎     | 最佳女主角              | 伊莎貝·雨蓓                                                     | 提名 | [ 12 ]   |
| 2016年哥譚獨立電影獎 | 最佳女主角              | 伊莎貝·雨蓓                                                     | 獲獎 | [ 13 ]   |
| 獨立精神獎           | 最佳女主角              | 伊莎貝·雨蓓                                                     | 獲獎 | [ 14 ]   |
| 伦敦电影节           | 最佳電影                | 《烈女本色》                                                    | 提名 | [ 15 ]   |
| 第74屆金球獎         | 最佳戲劇類電影女主角    | 伊莎貝·雨蓓                                                     | 獲獎 |          |
| 第74屆金球獎         | 最佳外語片              | 《烈女本色》                                                    | 獲獎 |          |
| 第42屆凱薩獎         | 最佳影片                | 《烈女本色》                                                    | 獲獎 |          |
| 第42屆凱薩獎         | 最佳導演                | 保羅·范赫文                                                     | 提名 |          |
| 第42屆凱薩獎         | 最佳女主角              | 伊莎貝·雨蓓                                                     | 獲獎 |          |
| 第42屆凱薩獎         | Best Supporting Actor   | 羅倫·拉菲帝                                                     | 提名 |          |
| 第42屆凱薩獎         | Best Supporting Actress | Anne Consigny                                                   | 提名 |          |
| 第42屆凱薩獎         | Most Promising Actor    | Jonas Bloquet                                                   | 提名 |          |
| 第42屆凱薩獎         | Best Adaptation         | David Birke                                                     | 提名 |          |
| 第42屆凱薩獎         | Best Cinematography     | Stéphane Fontaine                                               | 提名 |          |
| 第42屆凱薩獎         | Best Editing            | Job ter Burg                                                    | 提名 |          |
| 第42屆凱薩獎         | Best Original Music     | Anne Dudley                                                     | 提名 |          |
| 第42屆凱薩獎         | Best Sound              | Jean-Paul Mugel, Alexis Place, Cyril Holtz and Damien Lazzerini | 提名 |          |
| 第89届奥斯卡金像奖   | 最佳女主角              | 伊莎貝·雨蓓                                                     | 提名 |          |

## 外部連結
- 官方网站
- 互联网电影数据库（IMDb）上《她的危險遊戲》的资料（英文）
- Box Office Mojo上《她的危險遊戲》的資料（英文）
- 豆瓣电影上《她的危險遊戲》的資料 （简体中文）
- Metacritic上《她的危險遊戲》的資料（英文）
- 爛番茄上《她的危險遊戲》的資料（英文）